# Antonio Ayala Soler
Antonio Ayala Soler (Cartagena, Murcia, 12 de septiembre de 1983), futbolista español. Juega como defensa y está sin equipo.

## Trayectoria
Formado en la cantera del Cartagena FC e ir convocado con el Cartagonova FC entre los años 2000-2002, firma con el Real Valladolid juvenil.
En la temporada 2003-2004, formaría parte del segundo equipo del Real Valladolid y debutaría con el primer equipo.
Muy joven se fue al Real Valladolid pasando por su filial. Más tarde también militó en el Murcia B, Pinatar, Arezzo, Ciudad de Murcia B, Torrevieja, Eldense, Guijuelo, Ciudad Lorquí, y Benidorm. Jugó en Segunda División A en la UD Salamanca, donde disputó 21 partidos (13 como titular) con un total de 1194 minutos.
Más tarde, formaría parte de la selección AFE de jugadores en paro, hasta firmar por el Ontinyent.
En 2013, Antonio, sin hueco en ninguna plantilla importante de Segunda B, se convierte en el primer futbolista español que ficha por un equipo de Kuwait. Finalmente, escogió marcharse al conjunto del Al Yarmouk, uno de los catorce clubes que compiten en la Liga Premier de Kuwait, la máxima división de fútbol de aquel país.
En 2015, el futbolista cartagenero firma por el Maghreb Association Sportive of Fez de la Primera División de Marruecos, por tres temporadas.
En la temporada 2016-17, regresa a España para jugar en el CD Guijuelo de la Segunda División B de España, en el que jugaría durante tres temporadas.
En la temporada 2019-20, firma por el Cartagena Fútbol Club de la Tercera División de España.
En la temporada 2020-21, firma por el Fútbol Club La Unión Atlético de la Tercera División de España.

## Clubes
| Club                                | País      | Años      |
| ----------------------------------- | --------- | --------- |
| Real Valladolid                     | España    | 2003-2004 |
| Real Murcia Club de Fútbol Imperial | España    | 2004-2005 |
| Unione Sportiva Arezzo              | Italia    | 2005-2006 |
| Club de Fútbol Ciudad de Murcia     | España    | 2006-2007 |
| Club Deportivo Torrevieja           | España    | 2006-2007 |
| Club Deportivo Eldense              | España    | 2007-2008 |
| Club Deportivo Guijuelo             | España    | 2008-2009 |
| CF Atlético Ciudad                  | España    | 2009-2010 |
| Benidorm Club Deportivo             | España    | 2009-2011 |
| UD Salamanca                        | España    | 2011-2012 |
| Ontinyent Club de Futbol            | España    | 2012-2013 |
| Al-Yarmouk SC                       | Kuwait    | 2013-2015 |
| Maghreb Association Sportive of Fez | Marruecos | 2015-2016 |
| Club Deportivo Guijuelo             | España    | 2016-2019 |
| Cartagena Fútbol Club               | España    | 2019-2020 |
| Fútbol Club La Unión Atlético       | España    | 2020-2021 |